# Beat addiction
「beat addiction」（ビート・アディクション）は、日本のロックバンド、DOPING PANDAのシングル。2009年3月4日、gr8!recordsよりリリース。

## 解説
- 前作から約5か月ぶりのシングル。アルバム『decadence』の先行シングルとなった。
- 表題曲はFurukawaと女性ボーカリスト、D.P.BOYとのツインボーカルという形態である。これはバンド初の試み。
- カップリングには『High Fidelity』『DANDYISM』収録曲の英語・リアレンジバージョンを収録。
- 初回生産限定盤と通常盤の2形態で発売。初回盤はDVD付きで、2008年12月にロンドン・オックスフォードでのUKツアードキュメント映像、2008/7/18ツアーファイナルJCBホールにて行われたライブから未発表ライブ映像2曲が収録されている。

## 収録曲

### CD
1. beat addiction (4:44)
（作詞・作曲：Yutaka Furukawa　編曲：DOPING PANDA）
2. Hi-Fi (International version) (5:32)
（作詞・作曲：Yutaka Furukawa　編曲：DOPING PANDA）

### 初回特典DVD
1. Oxford (UK tour 2008 documentary)
2. GO THE DISTANCE (Live at JCB HALL 2008.7.18)
3. Candy House (Live at JCB HALL 2008.7.18)